# グルンヴァルトの剣
グルンヴァルトの剣 (ポーランド語: miecze grunwaldzkie, リトアニア語: Žalgirio kalavijai) は、1410年7月15日のグルンヴァルトの戦い（第一次タンネンベルクの戦い）の前に、ドイツ騎士団総長ウルリッヒ・フォン・ユンキンゲンが、ポーランド王ヴワディスワフ2世とリトアニア大公ヴィータウタスに贈った二本の剣である。むき出しの状態で剣が贈られたことは、戦闘の火ぶたを切らせるための挑発を意味した。戦いがポーランド・リトアニア連合軍の勝利に終わった後、二本の剣はヴワディスワフ2世により戦利品としてポーランドの首都クラクフに贈られ、ヴァヴェル城の宝物庫に入れられた。
これ以降、グルンヴァルトの剣はポーランド王国とリトアニア大公国の両国を支配する象徴として、王の権標となった。おそらく、16世紀から18世紀にかけてのほとんどのポーランド王の戴冠式で使われたと考えられている。しかし18世紀末にポーランド・リトアニア共和国が分割され消滅すると、剣は個人の手に渡り、1853年に行方が分からなくなった。それでもなお、ポーランドとリトアニアの歴史的勝利を象徴するグルンヴァルトの剣は、両国における重要なナショナル・アイデンティティの一部となっている。

## グルンヴァルトの戦い
グルンヴァルトの戦いは、1409年から1411年にかけて、ヴワディスワフ2世とヴィータウタスが率いるポーランド・リトアニア連合軍と、ウルリッヒ・フォン・ユンキンゲン率いるドイツ騎士団や西欧の騎士たちが衝突した、大戦争中最大の戦闘だった。この両国の戦争の決着をつけたグルンヴァルトの戦いは、中世ヨーロッパ全体で見ても最大級の戦闘だった。
1410年7月15日朝、両軍が戦闘への準備を進めていた時、2人のドイツ騎士団の使者がヴワディスワフ2世のもとを訪れ、2本の抜身の剣を差し出した。ヤン・ドゥウゴシュの年代記によれば、彼らは金地に黒鷲というドイツ王ジギスムントの紋章と銀地に赤いグリフィンというポンメルン公カジミール4世の紋章をつけており、いずれも騎士団総長の使者であることを示していた。使者たちはヴワディスワフ2世とヴィータウタスの2人への面会を求めたが、ヴィータウタスは自軍の準備に忙しかったため、ヴワディスワフ2世が副官を連れて接見した。使者たちはドイツ語で話をしたので、国王の秘書ヤン・メンジクが通訳をした。ドゥウゴシュによれば、使者たちの語るところは次のようなものであった。
陛下！総長ウルリク（ウルリッヒ・フォン・ユンキンゲン）は、あなたとあなたの兄弟に……私たち、ここにおります使者を介して2本の剣をお贈りになりました。あなたが兄弟やその軍勢とともに、これまでのあなた方の行動ほどぐずぐずすることなく、はるかに勇敢に戦えるように、またあなたがこれ以上森や木立に隠れ続けたり、戦闘を遅らせたりしないようにです。そしてもし、あなたがご自身の軍列を並べる場所が足りないとお考えでしたら、プロイセンの総長ウルリクはあなたがたを戦場へ招き入れるため、占領した平原からあなたが望むところまで軍勢を引き揚げましょう。あるいは、どこか別の好きな戦場を選ぶこともできます。あなたがこれ以上戦闘を引き延ばさないために。—ドイツ騎士団総長ウルリッヒ・フォン・ユンキンゲンの使者、ヤン・ドゥウゴシュの年代記より

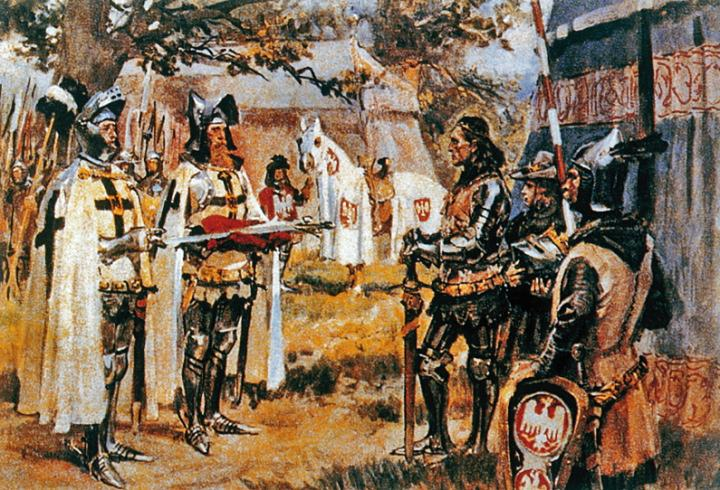
『二本の剣』（ヴォイチェフ・コッサク画、1909年ごろ）。ヴワディスワフ2世に剣を贈るドイツ騎士団員は、ドゥウゴシュが伝えているような紋章をつけた出で立ちではなく、騎士団の特徴的な白外套を身に着けている。

彼らの言う通り、ドイツ騎士団の軍勢は元居た場所から少し引き下がった。ヴワディスワフ2世は剣を受け取り、後に彼が妻アンナ・ツィレイスカに書き送ったところによれば、次のように語った。
我らはあなた方が贈ってきた剣を受け入れ、そしていかなる頑固な自尊心も首（こうべ）を垂れるべきキリストの名の下に、必ず戦いに赴く。—ヴワディスワフ2世、アンナ・ツィレイスカへの書簡より
当時の慣習として、公式に敵に戦闘を挑むしるしとして剣を贈る行為はあたりまえであったが、ことばでの侮辱を加えることはそうではなかった。それだけに、ドイツ騎士団員の言葉は極めて高慢で厚かましいものに聞こえた。後にボヘミアの宗教改革者ヤン・フスは、ヴワディスワフ2世にグルンヴァルトの戦勝を「高慢な者に対する謙虚な者の勝利」として称える書簡を送っている。
敵の2本の剣は、いったい今どこにあるのでしょう？　彼らはまさに、謙虚な心を脅かすために使おうとしたその剣によって斬り倒されたのです！　見なさい、彼らはあなたに2本の剣を、暴力と自惚れの剣を贈り、そして完全な敗北によって何千もの兵を失ったのです。—ヤン・フス、ヴワディスワフ2世への書簡より、1411年

## 戦利品から王の権標へ
ヴワディスワフ2世は、グルンヴァルトの剣を戦闘で奪ったドイツ騎士団の軍旗と共に、クラクフのヴァヴェル城の宝物庫へ送った。その後、1633年の目録に「2本のプロイセンの剣」と記されるようになるこの剣は、ポーランド・リトアニアの君主の王権を象徴する権標の一部となった。 ポーランド・リトアニア共和国 (1569年–1795年)においては戴冠式で使われたことが分かっており、おそらくそれ以前のヤギェウォ朝でも同様に扱われたと考えられている。二本の剣が2人の君主に贈られたことが転じて、この剣は共和国を構成するポーランドとリトアニアの連合を象徴するようになった。

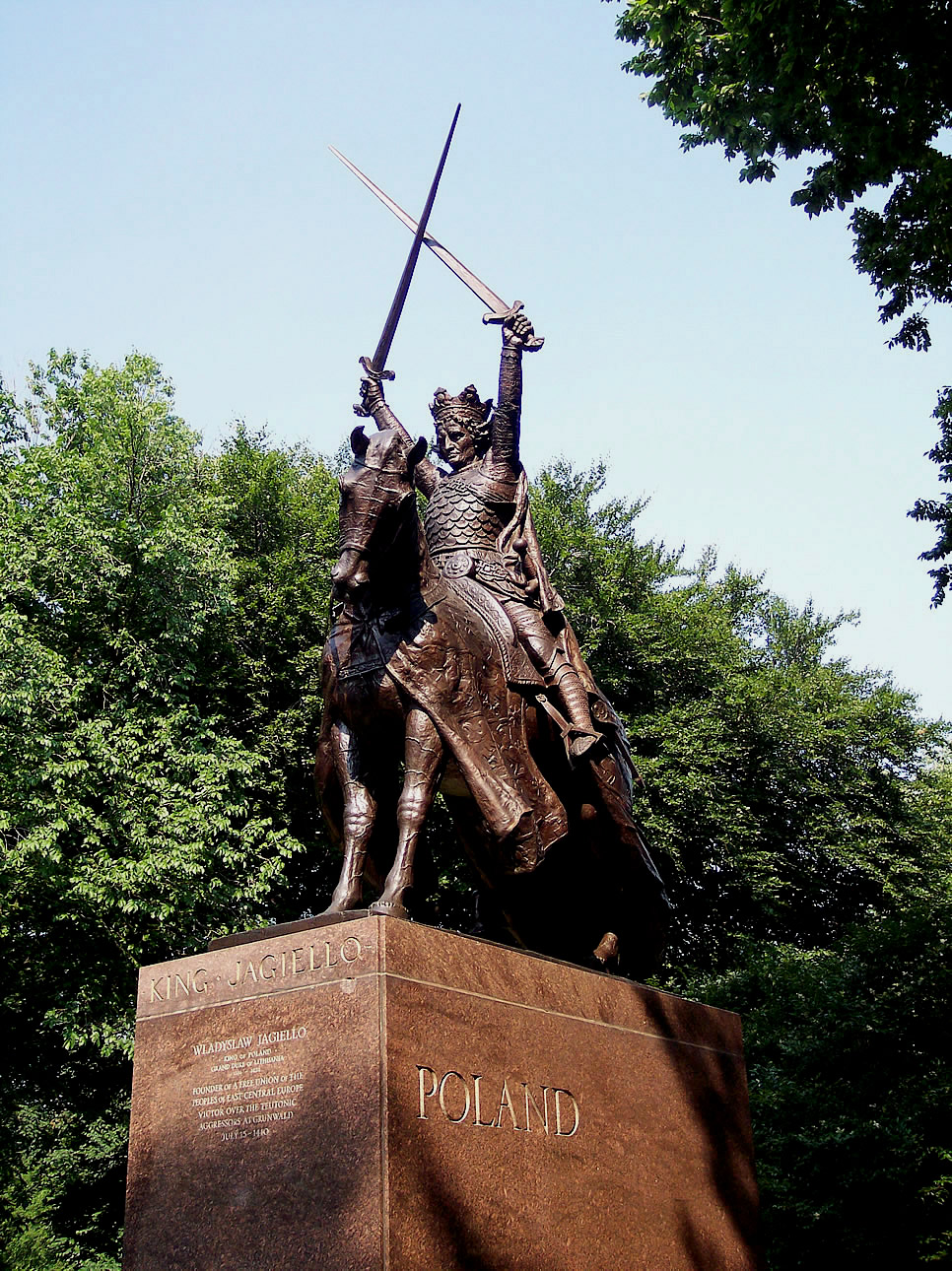
アメリカ・ニューヨークのセントラル・パークに立つ「ヤギェウォ王の像」。勝利して二本の剣を掲げるヴワディスワフ2世の姿をかたどっている。

国王自由選挙で次期ポーランド王に選出された人物は、戴冠式においてシュチェルビェツを取って三度十字を描く。そのすぐ後、一人の司教がグルンヴァルトの剣を王に差し出し、次いで王はそれを王冠領メチニク（太刀持ち）とリトアニアメチニクにそれぞれ手渡す。戴冠式が終わると、王は他の宝物と共にグルンヴァルトの剣をメチニクに持たせて王宮の宝物庫に戻す。こうして、グルンヴァルトの剣は王が2つの国家を支配する象徴となるのである。
シュチェルビェツなど他の宝物と異なり、グルンヴァルトの剣はもともと宝物とするために作られたものではない、15世紀初頭のヨーロッパの騎士が使用した典型的な実戦用の剣であった。しかし後に柄に金や銀でできた装飾がついたり、片方の剣にポーランドの紋章の白鷲、もう片方にリトアニアの紋章の追跡者が付け加えられたりした。
ポーランド・リトアニア共和国の歴史上、グルンヴァルトの剣を使わず戴冠式を挙げた者が二人いる。一人は1705年にワルシャワで戴冠したスタニスワフ・レシチニスキである。彼は大北方戦争中にスウェーデンのカール12世によってポーランド王に据えられた人物で、王の権標はアウグスト2世が保持していたためカール12世から与えられた代用品の象徴を使い、戴冠式後すぐに破棄した。おそらく、この時に用いられた王権の象徴にはグルンヴァルトの剣に対応する物は含まれていなかった。スタニスワフ・レシチニスキはその後アウグスト2世に敗れて廃位された。しかしアウグスト2世没後のポーランド継承戦争の際にレシチニスキの支持者たちがヴァヴェル城から王の権標を持ち出し、チェンストホヴァのヤスナ・グラ修道院に隠した。対立王のフリードリヒ・アウグストに戴冠式を挙げられるのを防ぐためだった。そのため、フリードリヒ・アウグストは1734年に自身の持つ宝物を使って戴冠式を挙げ、ポーランド王アウグスト3世となった。彼が用いた宝物の中には、抜身の2本の儀礼用の剣、名前不詳の目撃者の記録によれば「2本の大きなエペ」があった。これはポーランドとリトアニアを象徴するグルンヴァルトの剣の代用品である。この時使われた「ポーランドの剣」は、柄頭が鷹の頭の形、クロスガードが鷲の爪の形、刃にポーランドの紋章が描かれた小さな盾があしらわれていた。一方の「リトアニアの剣」は、柄頭がライオンの頭、クロスガードがライオンの脚、刃にリトアニアの紋章が描かれた盾と、その上に大公の帽子があしらわれていた。この二本の剣は、1736年に行われたアウグスト3世の父アウグスト2世の3回忌の式典でも使われた。その後、この剣は彼らの母国ザクセンの首都ドレズデンの武器庫（リュシュトカンマー）に収められ、19世紀末まではそこで見ることができたが、その後行方不明になった。

## 再発見と喪失

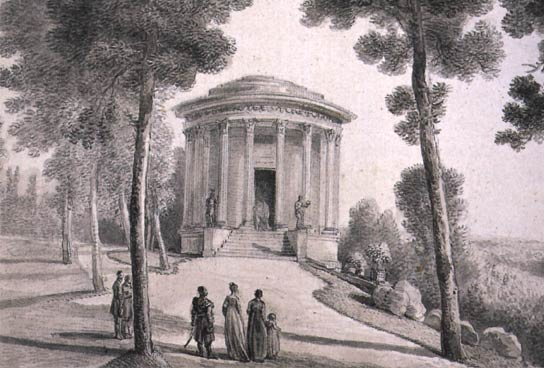
1796年から1830年まで、グルンヴァルトの剣はプワヴィのシビュラ寺院にある、イザベラ・チャルトリスカの個人美術館に保管されていた。 (19世紀のエングレービング)

本来のグルンヴァルトの剣は、1764年にワルシャワで行われた最後のポーランド王スタニスワフ・アウグスト・ポニャトフスキの戴冠式で用いられた。1792年に作成された最後の王室宝物目録にも記載されている。1794年のコシチュシュコの蜂起の際、プロイセン軍がクラクフとヴァヴェル城を占領し、宝物を略奪した。しかし彼らは無機質な二本の剣の物質的価値に関心を示さず、その歴史的価値や象徴としての意義にも気づかなかったようで、グルンヴァルトの剣は略奪を免れた。
1796年、第三次ポーランド分割に基づき、プロイセンはクラクフをハプスブルク帝国に譲った。この時、歴史家のタデウシュ・チャツキが荒れ放題の宝物庫からグルンヴァルトの剣を救い出し、イザベラ・チャルトリスカのもとに届けた。彼女はポーランド国家の記憶を伝える美術の収集家として知られていた。グルンヴァルトの剣は他の愛国的な王国の形見と共に、プワヴィのチャルトリツキ家の邸宅内に建設されたシビュラ寺院に展示された。
1830年から1831年にかけての11月蜂起の際、チャルトリツキ家の邸宅はロシア政府により没収された。シビュラ寺院のほとんどの宝物は蜂起が勃発する直前にフランスに避難されていたが、グルンヴァルトの剣はヴウォストヴィツェ村（現在はプワヴィの一部）近くの教区司祭の家に隠されることになった。司祭が没した後の1853年、ロシアの憲兵団か秘密警察がグルンヴァルトの剣を見つけ出し、違法武器として没収したうえザモシチの要塞に持ち去った。これ以降のグルンヴァルトの剣の行方は分かっていない。

## シンボルとして

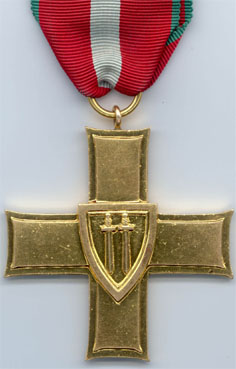
グルンヴァルト一等級勲章。十字の中に盾と二本の剣があしらわれている。

グルンヴァルトの戦いにおけるドイツ騎士団への勝利の記憶は、ポーランド人のドイツ人への対抗意識と共に残り続けた。1938年、ヴワディスワフ2世とヤドヴィガの記念切手の中にグルンヴァルトの剣が描かれていたため、ナチス・ドイツがポーランド政府に抗議した。「良き隣人との関係を維持するため」、ポーランド外務省は郵便局に、切手の流通を差し止めるよう求めた。1939年の版では、紋章のデザインからグルンヴァルトの剣が取り除かれていた。
1943年、ドイツの占領下でレジスタンス運動を展開していた共産主義者の組織人民防衛隊は、自分たちの軍人章としてグルンヴァルト十字章を作った。その表面には、グルンヴァルトの剣が描かれていた。ドイツ占領から解放されたのちに成立したポーランド人民共和国でも、グルンヴァルト十字章は軍人に与えられる第二位の軍人章として継承された。グルンヴァルト十字章の授与は1987年を最後に行われなくなり、1992年に正式に廃止された。1946年から1955年までの間、ポーランド海軍は船首旗にグルンヴァルトの剣を描いていた。
現代のポーランドでも、グルンヴァルトの剣は人気のある軍事的シンボルとして、特にヴァルミアやマズルィで使われ続けている。グルンヴァルト自治体では、グルンヴァルトの剣を紋章としている。